# Ле Муан де Бьенвиль, Жан-Батист
Жан-Бати́ст Ле Муа́н де Бьенви́ль (фр. Jean-Baptiste Le Moyne de Bienville; 23 февраля 1680, Монреаль, Квебек — 7 марта 1767, Париж) — французский колонист, губернатор французской Луизианы, занимавший этот пост четыре раза и пробывший на посту в общей сложности около 30 лет.

## Ранние годы
Жан-Батист Ле Муан де Бьенвиль родился 23 февраля 1680 года в городе Монреаль, Канада. Де Бьенвиль был сыном Шарля Ле-Муана, выходца из городка Лонгей в округе Дьеп (Франция), и Катрен Примо, в девичестве Катрен Тьерри, родившейся в Руане, Нормандия (Франция). Отец де Бьенвиля, Шарль Ле Муан, женился в раннем возрасте и жил с женой и четырнадцатью детьми в Виль-Мари.
В возрасте семнадцати лет де Бьенвиль вместе с братом Ибервилем отправился в экспедицию с целью создания колонии. Бьенвиль и Ибервиль исследовали среднюю часть побережья Мексиканского залива с севера, открыв острова Шанделур, ныне почти исчезнувшие. Братья открыли ещё несколько мелких островов и рифов у побережья, после чего перешли на паруснике в устье реки Миссисипи. Экспедиция продвинулась вплоть до реки Фолс, на которой сейчас стоит город Батон-Руж.
В апреле 1699 года, перед возвращением, Ибервиль основал первое поселение в луизианской колонии под названием Форт Морепа или Олд-Билокси. Губернатором Билокси и новых поселений был назначен Соволь де ла Вийантри (фр. Sauvolle de la Villantry), а Бьенвиль стал его заместителем.
Сразу после отъезда Ибервиля Бьенвиль отправился в новую экспедицию по реке Миссисипи и наткнулся на английские корабли возле Инглиш-Терн (англ. English Turn, дословно английская излучина). Как только Ибервиль узнал о неожиданной встрече, он приказал построить поселения вдоль реки Миссисипи, чтобы удержать территорию для французских колоний. В пятидесяти милях вверх по реке был основан Форт де ла Булай (фр. Fort de la Boulaye).

## Губернаторство
После смерти губернатора Соволя де ла Вийантри в 1701 году Бьенвиль вступил в должность губернатора Луизианы. К тому времени в колонии проживало всего около 180 человек.

### Основание города Мобил

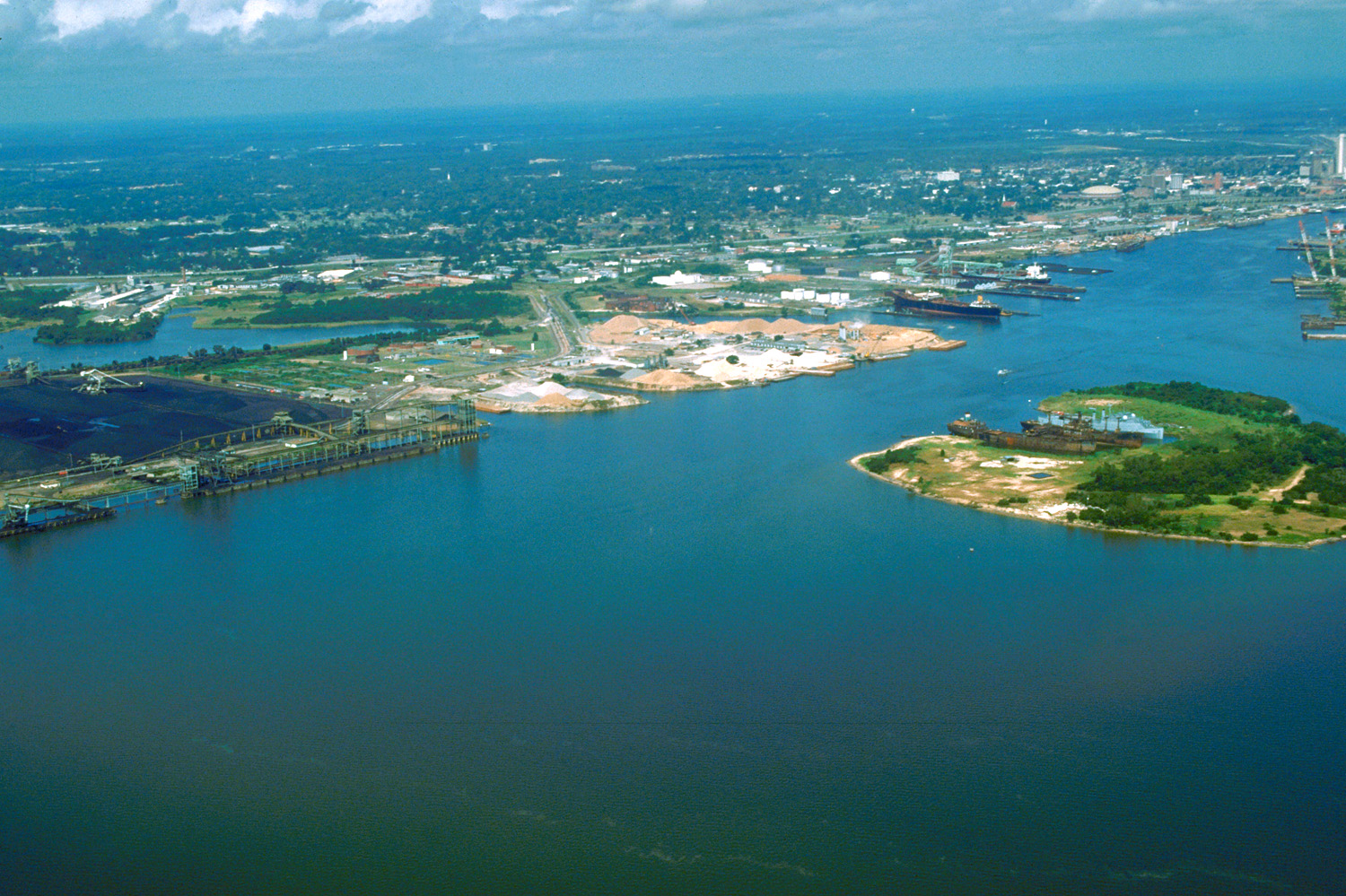
Современный Mобил с высоты птичьего полёта

Следуя рекомендации своего брата, Бьенвиль переправил большинство колонистов на северный берег реки Мобил и основал город Mобил. Так как залив Мобил и сама река были слишком мелководными для захода океанских судов, Бьенвиль основал глубоководный порт возле острова Дофин-Айленд.
Население колонии колебалось на протяжении нескольких следующих лет. В 1704 году частично из-за страха перед сближением французских солдат с местными уроженками и предупреждая возможный конфликт, Бьенвиль позаботился о прибытии двадцати четырёх женщин из Франции. Согласно сообщениям девушки были отобраны из монастырей, хотя скорее всего они были набраны из бедных семей. Француженки путешествовали в Новый Свет вместе с вещами в маленьких чемоданчиках, так называемых «кассетах», и вошли в историю региона как «кассетные девушки». В более поздних пересказах они известны как «девушки из шкатулок», согласно английскому переводу.
Женщины были расселены в доме Бьенвиля и опекались его домохозяйкой, канадкой французского происхождения, известной как мадам Ланглуа (Madame Langlois). Согласно источникам, мадам Ланглуа — вдова двоюродного брата Бьенвиля, но прямых доказательств этому нет. Мадам Ланглуа научилась от туземцев местной кухне и позже передала опыт своим ученицам, что стало моментом зарождения креольской кухни. Имена и судьбы «девушек из шкатулок» неизвестны, скорее всего, они остались в колонии и вышли замуж за французских солдат. Во всяком случае в 1705 году был зарегистрирован первый белый младенец.
В 1708 году колония насчитывала 281 человека, а через два года уменьшилась до 178 колонистов вследствие болезней. В 1709 году большой паводок затопил Олд-Мобил, в связи с чем начались болезни среди колонистов. В 1711 году по приказу Бьенвиля Mобил был перенесён немного севернее, где город и располагается до сих пор. В 1712 году Антуан Кроза, маркиз де Шатель, получил по королевскому указу привилегии торговли в колонии, и в 1713 году в колонию прибыл новый губернатор — Антуан Ломе де Ламот-Кадильяк (фр. Antoine de Lamothe-Cadillac), который сместил с поста Бьенвиля. В том же году Бьенвиль основал форт Розали (фр. Rosalie), на месте которого ныне находится Натчез.
Из-за управленческих ошибок новый губернатор был отозван во Францию в 1716 году, а Бьенвиль занял прежнюю должность, пока новый губернатор Жан-Мишель де Лепине (фр. Jean-Michel de Lépinay) не приехал из метрополии. После отказа Кроза от убыточной сделки и перехода административного контроля над Луизианой к Джону Ло (фр. Compagnie Perpetuelle des Indes), Лепине был снят с должности, и в 1718 году Бьенвиль снова был назначен на пост губернатора.

### Основание Нового Орлеана

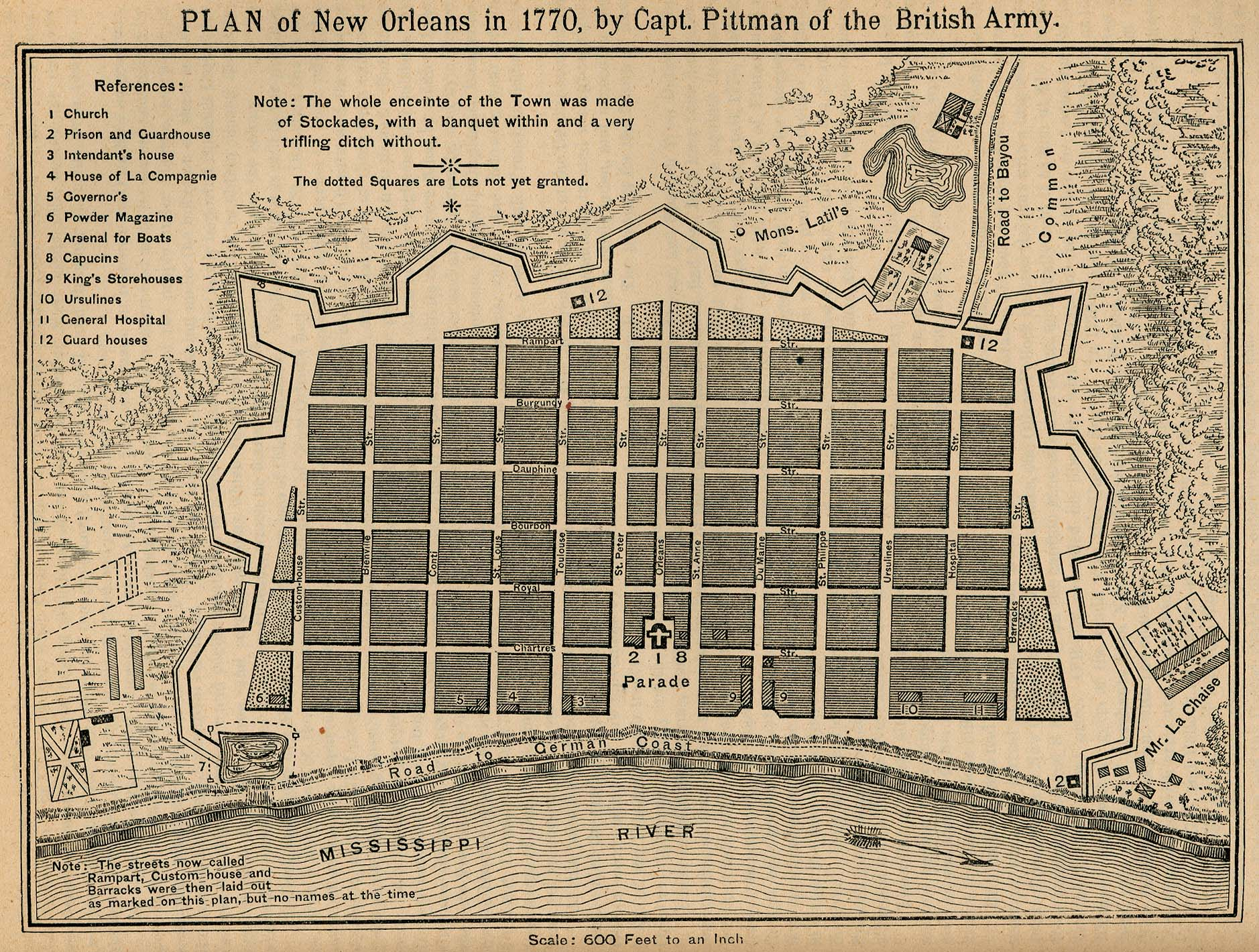
План Нового Орлеана, карта 1770 года.

После вступления на пост губернатора Бьенвиль написал директорам компании, что нашёл хорошее место для строительства новой столицы колонии. По мнению Бьенвиля серповидный изгиб на реке Миссисипи обеспечивал защиту от приливов и ураганов. Разрешение было получено, и в 1718 году Бьенвиль начал строительство. К 1719 году было построено достаточное количество хижин и складских помещений, и из Mобила были переведены солдаты и запасы продовольствия. В 1720 году после спора с главным инженером колонии Ле Блоном де ла Туром (фр. Le Blond de la Tour) о планировке поселения Бьенвиль приказал составить чертёж своего помощника Адрианa дe Поже (фр. Adrien de Pauger). Дe Поге распланировал поселение как прямоугольник размером одиннадцать на семь кварталов, известный сейчас как Французский квартал. После новоселья в новом доме Бьенвиль назвал только что основанный город «Ла Нувель-Орлеан» в честь Филиппа II Орлеанского, принца-регента Франции. Новый Орлеан стал административным центром французской Луизианы в 1723 году во время третьего пребывания Бьенвилля у власти.

### Основание Билокси
В 1719 году, во время войны четверного альянса Бьенвиль перенёс административный центр французской Луизианы из Мобила в Олд-Билокси. Причиной послужили близкие бои, проходившие с испанской Пенсаколой. Однако в связи с изменением косы в заливе поселение было перенесено на противоположную сторону и основано Нью-Билокси. После завершения работ в Нью-Билокси старый город согласно французским традициям сожгли, чтобы предотвратить его заселение врагом.
В 1719 году во время строительства Нового Орлеана город полностью затопило на шесть дюймов, что заставило строителей задуматься о наращивании дамб. На совещательном совете обсуждалась также возможность оставить административный центр в Билокси. Но так как песчаные почвы вокруг Билокси осложняли сельскохозяйственные работы и штормы затягивали песок в порт, а Новый Орлеан был глубоководным портом близко к сельскохозяйственным угодьям, столицу решено было перенести. В июне 1722 года Бьенвиль начал перенос столицы в Новый Орлеан и закончил начатое в августе 1722 года.
29 августа 2005 года ураган Катрина привёл к затоплению Билокси, местами до 9 метров. Здания в Билокси пострадали до третьего этажа, а баржи-казино протаранили даже вторые этажи соседних отелей. В то же время внутренняя часть Нового Орлеана была затоплена только на 70 процентов, кое-где достигая глубины 3 метров.

### Война с чикасо
В 1725 году Бьенвиль был отозван во Францию, на посту губернатора его сменил Пьер Дюге де Буабриан. Бьенвиль вернулся на свой пост лишь в 1733 году, сменив Этьена Перье. Последний срок губернатора Бьенвиля был омрачён конфликтами с народом чикасо, отношения с которым постоянно ухудшались. Вернувшись на пост губернатора, Бьенвиль начал планировать масштабные военные действия, попросив помощи у губернатора Иллинойса Пьера д’Артагиэта. Войска Бьенвиля опоздали к встрече с войсками д’Артагиэта, и 25 марта 1736 года д’Артагиэт сам начал наступление, которое было отбито. После нескольких недель подготовки 26 мая Бьенвиль напал на чикасо с юга, но и эта атака была отбита.
Униженный поражением, Бьенвиль собрал войско и в 1739 году начал подготовленное наступление на чикасо. В начале апреля 1740 года народ чикасо и Бьенвиль подписали мирный договор.

## Отставка
После подписания мирного договора с чикасо в 1740 году Бьенвиль попросил освободить его от обязанностей губернатора, считая, что после двух поражений не должен оставаться на посту. В ожидании нового губернатора Бьенвиль устроил в Новом Орлеане первую благотворительную больницу. Новый губернатор, Пьер де Риго де Водрёйль (фр. Pierre de Rigaud de Vaudreuil), прибыл в Орлеан в 1743 году, и Бьенвиль отплыл во Францию. Но и там Бьенвиль продолжал участвовать в жизни колонии, пытаясь не допустить перехода Луизианы испанцам. Бьенвиль умер в Париже в 1767 году.

## Память
Площадь Бьенвиль  в центре города Мобил (штат Алабама) была названа в честь основателя города Жана-Батиста Ле Муана. В честь "отца Луизианы" было названо закусочное блюдо креольской кухни устрицы Бьенвиль.